# Siekierczanka
Siekierczanka (Młynówka) – potok, lewy dopływ Jastrzębianki o długości 6,94 km.
Źródła potoku znajdują się na północno-wschodnich stokach Bukowca na Pogórzu Rożnowskim, najwyżej położone znajdują się na wysokości około 450 m n.p.m. Spływa przez wieś Siekierczyna i Kąśna Górna, w której uchodzi do Jastrzębianki na wysokości 262,7 m.